# Inbyggarbeteckning
Inbyggarbeteckning är i ortnamnsforskningen ett begrepp som innebär att ett ortnamn är namngivet efter invånarna i ett område. Dessa kunde i sin tur namnges efter något annat.
Folket kunde exempelvis namnges efter ett vattendrag, som till exempel ortnamnet Värmland, där invånarna benämndes værmar efter ett äldre namn på Borgviksälven, som hade namnet Værma. I äldre tid benämndes Värmland som Värmeland (med genitivändelserna -e och -a i plural ), latiniserat Wermelandie 1170-talet, Værmalandie 1268), som alltså betydde "värmarnas land".
Folket kunde också uppkallas efter något annat i naturen eller efter områdets samlingsplats, någon mänsklig konstruktion etc.
Om inbyggarna benämndes efter en samlingsplats (en tingsplats) kan den också i olika fall ha namngetts efter något i naturen eller efter något mänskligt konstruerat.
Namnen efter företeelser i naturen har ofta namngetts efter utseende och beskaffenhet, men det finns enstaka ortnamn som eventuellt beskriver något i naturen som är otydda eller omstridda när det gäller tolkningen av dem.